# Dan Spătaru (Fußballspieler)
Dan Spătaru (* 24. Mai 1994 in Chișinău) ist ein moldauisch-rumänischer Fußballspieler. Er steht seit dem Sommer 2022 beim usbekischen Erstligisten FK Olmaliq unter Vertrag.

## Karriere

### Verein
Spătaru stammt aus der Jugend von Zimbru Chișinău und debütierte dort in der Profimannschaft am 26. Juli 2012 im Qualifikationsspiel zur UEFA Europa League gegen die Young Boys Bern. Anschließend kam er auch regelmäßig in der heimischen Divizia Națională zum Einsatz und gewann 2014 den nationalen Pokal durch einen 3:1-Finalerfolg über Sheriff Tiraspol. Auch den folgenden Superpokal konnte Zimbru gegen den gleichen Gegner für sich entscheiden. Anfang 2015 wurde er für sechs Monate an Astra Giurgiu nach Rumänien verliehen und zwei Jahre später fest an dessen Ligarivalen Dinamo Bukarest abgegeben. Dort absolvierte er nur zwei Erstligapartien, gewann den Ligapokal und wechselte im Sommer 2017 zum FC Politehnica Iași. Der russische Zweitligist FK Nischni Nowgorod sowie FK Liepāja aus Lettland waren Spătarus nächste Stationen. Dann folgten die armenischen Vereine FC Noah Jerewan sowie FC Ararat-Armenia. Mit Noah gewann er 2020 den Pokal und auch den Superpokal des Landes. Im Juli 2022 stand er dann vier Wochen beim FC Milsami unter Vertrag und absolvierte für den Klub vier Partien in der Qualifikation zur UEFA Europa Conference League und schoss dabei zwei Treffer. Am 30. Juli 2022 wechselte er weiter zum usbekischen Erstligisten FK Olmaliq.

### Nationalmannschaft
Von 2010 bis 2016 absolvierte der Stürmer insgesamt 30 Partien für diverse moldauische Jugendauswahlen und erzielte dabei fünf Treffer. Während dieser Zeit gab er auch am 15. November 2014 sein Debüt für die A-Nationalmannschaft Moldaus in der EM-Qualifikation gegen Liechtenstein. Bei der 0:1-Niederlage in Chișinău wurde Spătaru in der 66. Minute für Andrei Cojocari eingewechselt. Bis heute kommt er noch in unregelmäßigen Abständen zum Einsatz, zuletzt im Januar 2022 beim Testspiel gegen Uganda (2:3)

## Erfolge
- Moldauischer Pokalsieger: 2014
- Moldauischer Superpokalsieger: 2014
- Rumänischer Ligapokalsieger: 2017
- Armenischer Pokalsieger: 2020
- Armenischer Superpokalsieger: 2020